# Hydractinia marsupialia
Hydractinia marsupialia är en nässeldjursart som beskrevs av Wilfrid Arthur Millard 1975. Hydractinia marsupialia ingår i släktet Hydractinia och familjen Hydractiniidae. Inga underarter finns listade i Catalogue of Life.